# Salvatore Buglio
Salvatore Buglio (Catania, 20 dicembre 1951) è un politico italiano.

## Biografia
Diplomato, emigra giovanissimo nel torinese dalla Sicilia, stabilendosi infine a Nichelino.
Operaio metalmeccanico qualificato, dirigente sindacale della Fiom-Cgil, inizia la sua attività politica nel Partito Comunista Italiano, proseguendo poi nel PDS e nei Democratici di Sinistra, che abbandona nel 2006 aderendo alla Rosa nel Pugno.
Deputato nella XIII (1996-2001) e XIV (2001-2006) legislatura per i DS, è stato rieletto alla Camera con la Rosa nel Pugno, dov'è componente dell'XI Commissione (Lavoro).
Unico deputato "operaio" rimasto in Parlamento dopo le dimissioni di Luigi Malabarba dell'autunno 2006, è conosciuto anche per le posizioni "controcorrente" da lui prese su diversi temi (dalla politica estera al mercato del lavoro) rispetto all'ideologia tradizionale di molte parti della sinistra.
All'interno della "Rosa" ha promosso, insieme a Lanfranco Turci (che con lui ha condiviso una lunga militanza nel PCI-PDS-DS ed il passaggio alla RnP), la nascita di un'associazione "per la Rosa nel Pugno", col progetto di rappresentare quelle persone che si sono avvicinate al nuovo soggetto politico senza aver già aderito ai Socialisti Democratici Italiani o ai radicali.
Aderisce allo Juventus Club Montecitorio.
Nel 2007 ha lasciato la Rosa nel Pugno (e la relativa associazione), per aderire al gruppo parlamentare del Partito Democratico.